# Therion
Therion je švedski simfonijski metal sastav osnovan 1987. godine u Upplands Väsbyu. Ime duguje grčkoj riječi therion (θηρίον), što znači zvijer. Tekstovi su im inspirirani različitim mitologijama te ispunjeni okultizmom, magijom i drevnom tradicijom i pisanjem.

## Životopis
Godine 1987. Christofer Johnsson osniva grupu pod nazivom Blitzkrieg. Nakon kratkog vremena sastav mijenja ime najprije u Megatherion, a zatim u Therion (zvijer) i posvećuje se death metalu. Prvobitna se postava sastava mijenjala nekoliko puta, a jedino je Johnsson ostao član od početka. Tako se pokazao kao najvažniji član grupe, na čiju inicijativu je sastav i osnovan. Johnsson je izvorno bio pjevač, gitarist i klavijaturist sastava, no od 2006. godine više ne ispunjava ulogu pjevača. 
Godine 1989. objavljuju dva demouratka: Paroxysmal Holocaust i Beyond the Darkest Veils of Inner Wickedness koji postižu velik uspjeh. Sljedeće izdanje je bio demouradak Time Shall Tell nakon kojeg potpisuju ugovor za englesku diskografsku kuću Deaf Records. Prvi studijski album sastava snimljen je u Stockholmu u srpnju 1990. godine pod nazivom Of Darkness..., a objavljen je naredne 1991. godine. Reakcija publike na prvi album je bila veoma dobra, što je potaklo članove sastava da još bolje odrade sljedeći album Beyond Sanctorum, ali ovoga puta za izdavačku kuću Active Records. Drugi je album sniman u prosincu 1991. godine u Monezuma studiju i sadržavao je nove elemente - klavijature i ženski vokal, čime se glazba polako prebacuje na black metal. Mnogi fanovi nisu odobravali uvođenje ovakvih elemenata. 
Iz osobnih razloga svi članovi osim Christofera okreću se drugim poslovima, tako da je on bio prisiljen pronaći nove članove. Ponovo mijenjaju izdavačku kuću i priključuju se Megarock Recordsu. Godine 1993. izdaju Symphony Masses: Ho Drakon Ho Megas. U to doba sastav je imao samo tri člana, no ipak kreću na svjetsku turneju. Njihova prva 3 albuma su svrstana u death žanr zbog samih elemenata koje koriste, no na posljednja dva albuma ipak se osjeća značajan utjecaj black metala, a na posljednjem i gothic metala. Ni izdavačka kuća Megarock Records nije zadovoljila potrebe Theriona, pa napokon potpisuju s moćnom i poznatom njemačkom izdavačkom kućom Nuclear Blast Records. Prvi album u izdanju ove kuće je Lepaca Kliffoth, sniman u Berlinu, a izdan 1995. godine. Therionov put k vrhu gothic i uopće metal scene počeo je albumom Theli iz 1996. godine. Na ovom albumu su prvi put kombinirali elemente klasike i metala i to vrlo uspješno. Na albumu svirali su solisti s mnogobrojnim klasičnim instrumentima kao i veliki zborovi, što je stvorilo specijalnu dimenziju gothic zvuka grupe Therion. Kako su godine prolazile Christofer i njegovi suradnici zvuk su sve više bazirali na klasičnim elementima, ali bez gubitka korijena. 
Godine 1997. snimaju album filmske glazbe za film The Golden Embrace s Barmek Symphony orkestrom i zborom Sjevernonjemačkog radija, s kojim su već surađivali na albumu Theli. Kompozicije korištene u filmu se nalaze na albumu A'arab Zaraq – Lucid Dreaming. Prodaja ovog albuma je išla veoma dobro te 1997. godine Therion sudjeluje na mnogim festivalima po Europi (Ten Years Nuclear Blast, Out of the Dark IV i Dynamo Metal fest). Album Vovin  obilježio je 1998. godinu, a na albumu je jedan od ženskih vokala bila Lorentz Aspen iz sastava Theatre of Tragedy. Zamijenila je dotadašnju pjevačicu Sarah Jezebel Deva, koja se odličnim glasom izdvajala iz ženskog zbora. Iz tog je razloga Sarah pjevala i u duetu, a i kao solo i sopran. Sarah je poznata kao svjetski vokal koji je doprinosio boljem zvuku sastava Covenant i Cradle of Filth. Album Vovin se opisuje kao vrlo melodičan album s elementima opere, a takav album su mnogi dugo očekivali. Od tada kreću sve bolji i bolji albumi. Godine 1999. objavljuju Crowning of Atlantis, a albumom Deggial iz 2000. godine Therion postiže najveći uspjeh do tada. Pozicija na kojoj su se nalazili u mnogim zemljama (Njemačka, Finska, Poljska) potvrdila je njihov moćan status na svjetskoj metal sceni. Deggial ubrzo postaje najbolje izdanje s najboljom produkcijom na kojoj su bili prisutni mnogi različiti instrumenti i zborovi koji su postajali sve jači i jasniji. 
Godine 2001. svjetlo dana ugledao je deseti studijski album sastava, Secret of the Runes. Koncept albuma veoma je složen i govori o Vikinzima i njihovoj mitologiji. U njihovoj mitologiji postoji sveto drvo zvano Yggrasil koje sadrži 9 manjih svjetova o kojima i govori album. Svaka pjesma govori o jednom svijetu i svaku pjesmu prati uvodna priča (samo u tekstovima) koja približava tematiku slušatelju. Na albumu se također nalaze i dvije obrade, (ABBA i Scoprions). Na svakom novom albumu još od samog početka karijere ovog sastava, mogu se uočiti novi elementi, čisti vokal, zatim arapska folk muzika, klasični i industrial elementi i mnogi drugi. Ubrzo je uslijedila svjetska turneja te je Therion izdao koncertno izdanje Live in Midgård. Nakon turneje prionuli su na posao na kojem je sudjelovao čak 171 glazbenik i rezultat toga bila su dva albuma – Sirius B i Lemuria koji su pušteni u prodaju zajedno 2004.
Taj album odiše sasvim novim elementima, ponajprije laganim melodijama na aukustičnoj gitari, ali i nekim drugim koji u cjelini tvore jedan od najboljih albuma u kompletnoj diskografiji sastava. Godine 2007. izdan je posljednji album Gothic Kabbalah u sklopu kojeg je održana i promotivna turneja. Kako mu naziv govori, pjesme na albumu imaju donekle gotičarsku podlogu iako je ime uzeto iz nekih drugih razloga.

## Članovi

### Sadašnji članovi
- Christofer Johnsson — ritam gitara (1987. – danas), vokal (1988. – 2006.), klavijature (1992. – danas), programiranje (2006. – danas)
- Sami Karppinen — bubnjevi (1998. – 2003., 2017. – danas; na turnejama: 2013.)
- Nalle Påhlsson — bas-gitara (2008.-danas)
- Thomas Vikström — vokali (2009. – danas; na turnejama: 2007.)
- Christian Vidal — solo-gitara (2010. – danas)
- Lori Lewis — vokali (2011. – danas; samo u studiju od 2014.)

### Bivši članovi
- Erik Gustafsson — bas-gitara (1987. – 1991.)
- Oskar Forss — bubnjevi (1987. – 1993.)
- Peter Hansson — gitara (1987. – 1993.)
- Matti Kärki – vokal (1989.)
- Andreas Wahl — bas-gitara (1992. – 1993.)
- Piotr Wawrzeniuk — bubnjevi, vokal (1992. – 1996.)
- Magnus Barthelsson — solo-gitara (1992. – 1994.)
- Fredrik Isaksson — bas-gitara (1993. – 1995.)
- Tommy Eriksson — bubnjevi (1994.), solo-gitara (1997. – 1998.)
- Lars Rosenberg — bas-gitara (1995. – 1996.)
- Jonas Mellberg — solo-gitara, klavijature (1995. – 1996.)
- Johan Niemann — bas-gitara (1999. – 2008.)
- Kristian Niemann — gitara (1999. – 2008.)
- Richard Evensand — bubnjevi (2001. – 2004.)
- Petter Karlsson — bubnjevi (2004. – 2008.)
- Johan Kullberg – bubnjevi (2008. – 2016.)

## Diskografija
Studijski albumi
- Of Darkness... (1991.)
- Beyond Sanctorum (1992.)
- Symphony Masses: Ho Drakon Ho Megas (1993.)
- Lepaca Kliffoth (1995.)
- Theli (1996.)
- A'arab Zaraq – Lucid Dreaming (1997.)
- Vovin (1998.)
- Crowning of Atlantis (1999.)
- Deggial (2000.)
- Secret of the Runes (2001.)
- Lemuria (2004.)
- Sirius B (2004.)
- Gothic Kabbalah (2007.)
- Sitra Ahra (2010.)
- Les Fleurs du Mal (2012.)
- Beloved Antichrist (2018.)
- Leviathan (2021.)
- Leviathan II (2022.)
- Leviathan III (2023.)

EP-ovi
- Lemuria/Sirius B (2004.)
- Les Épaves (2016.)

Cover albumi
- Les Fleurs du Mal (2012.)

Koncertni albumi
- Live in Midgård (2002.)
- Live in Mexico (2006.)
- Live Gothic (2008.)
- The Miskolc Experience (2009.)

Demo uradci
- Paroxysmal Holocaust (1989.)
- Beyond the Darkest Veils of Inner Wickedness (1989.)
- Rehearsal (1990.)
- Time Shall Tell (1990.)

## Vanjske poveznice
- Therion, službene stranice  Arhivirana inačica izvorne stranice od 17. prosinca 2005. (Wayback Machine)
- Therion, fan club  Arhivirana inačica izvorne stranice od 1. prosinca 2009. (Wayback Machine)